# Franz Hirschfeld (Politiker)
Franz Hirschfeld (* 3. Dezember 1893 in Stettin; † 31. Januar 1979 in Berlin) war ein deutscher Politiker (SPD).
Franz Hirschfeld machte das Abitur und studierte Rechts- und Staatswissenschaften an den Universitäten Berlin und Breslau. 1914 legte er das 1. juristische Staatsexamen ab. Im folgenden Jahr wurde er als Soldat eingezogen. Nach dem Ersten Weltkrieg legte Hirschfeld das 2. Staatsexamen ab und promovierte 1922 als Dr. jur. Er arbeitete zunächst als Syndikus in der Industrie, später als Justiziar im Reichsdienst. 1925 trat er der SPD bei. Mit der „Machtergreifung“ der Nationalsozialisten wurde er 1933 Devisenberater. Im Zweiten Weltkrieg wurde er dienstverpflichtet.
Nach dem Krieg wurde Hirschfeld zunächst Angestellter der Deutschen Verwaltung für Arbeit und Sozialfürsorge in der Sowjetischen Besatzungszone, ab 1946 war er Justiziar im Berliner Bezirksamt Schöneberg. Bei der ersten Berliner Wahl 1946 wurde Hirschfeld in der Bezirksverordnetenversammlung von Schöneberg als Vorsteher der Versammlung gewählt. Bei der folgenden Wahl 1948 wurde er in die Berliner Stadtverordnetenversammlung gewählt, schied aber im März 1949 aus. Auch bei der Wahl 1950 wurde er in das Abgeordnetenhaus von Berlin gewählt, schied aber erneut im September 1954 wieder aus, da er Senatsdirektor als Pressechef des Senats von Berlin wurde.